# Шумава

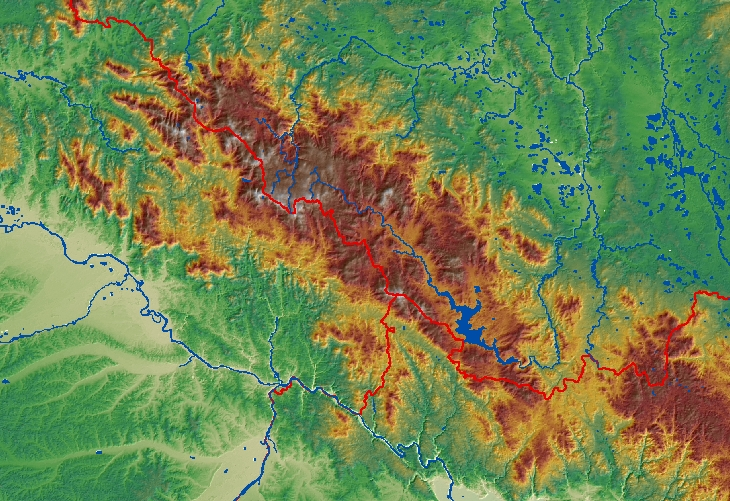
Топография

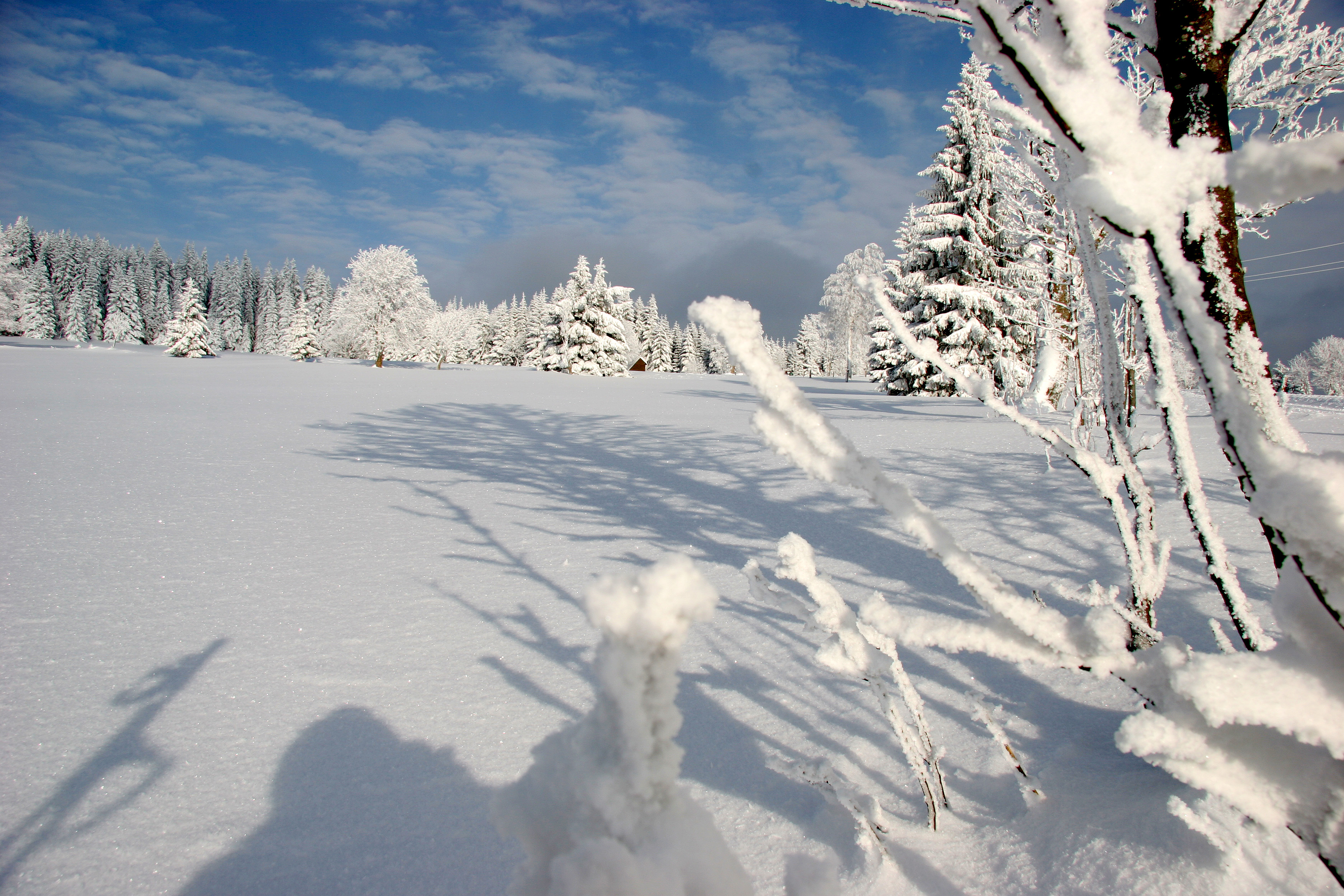
Шумава зимой

Шу́мава (чеш. Šumava [ˈʃʊmava]), на территории ФРГ и Австрии Боге́мский Лес (нем. Böhmerwald) — средневысотный горный хребет длиной около 200 км вдоль германо-австрийско-чешской границы. Является водоразделом между Северным и Чёрным морями. Южная сторона намного круче, чем северная.
Высота до 1456 м (гора Большой Явор, Германия). В чешской части наиболее высокая гора — Плехи (1378 м). До высоты 800 м покрыт елово-буковыми, выше — елово-пихтовыми лесами.
В чешской части находится одноимённый национальный парк, а также следующие озёра: Чёрное озеро (крупнейшее озеро Чехии), Плешне, Чёртово озеро, Лака.